# Синько, Александра Ростиславовна
Александра Ростиславовна Синько (укр. Олександра Ростиславівна Синько; 26 августа 1967, Киев — 30 декабря 2004, Киев) — украинский искусствовед. Кандидат искусствоведения (1996).

## Биография
Александра Ростиславовна Синько родилась 26 августа 1967 года в Киеве в семье Нонны Капельгородской и Ростислава Синько.
В 1989 году окончила факультет журналистики Киевского национального университета имени Тараса Шевченко. В 1989—1991 годах работала в газете «На екранах України». С 1991 года работала научным сотрудником отдела изобразительного искусства в Институте искусствоведения, фольклористики и этнологии имени М. Ф. Рыльского НАН Украины.
Одна из основателей музея-мастерской Ивана Кавалеридзе. Исследовала творчество Александра Архипенко, украинское художественное и анимационное кино. Автор цикла картин «Страсти во временном царстве». Была членом Национального союза кинематографистов Украины с 2002 года.
В 1990-е гг. переводила с английского на русский язык английские и американские детективы, которые были изданы в нескольких сборниках киевским издательством «Авди»: Р. Стаут («Неопровержимая улика»), А. Кристи («Дама исчезает»), Э. С. Гарднер («Дело о замене лица»), Дж. Пристли («Отъезд доктора») и др.
Снялась в фильмах «От Подола до Золотых ворот» (1998, режиссёр Родион Юхименко), «Путь Ивана Кавалеридзе» (1999, режиссёр Григорий Десятник).
Ушла из жизни 30 декабря 2004 году в возрасте 37 лет в Киеве.

## Творчество
- Олександр Архипенко. Перші кроки :  [укр.]. — Киев, 1994.
- Іван Кавалерідзе. Грані творчості :  [укр.]. — Киев, 1995.
- Відновлення історії. Пам’ятник княгині Ользі в Києві :  [укр.]. — Киев, 1996.
- Іван Кавалерідзе. Скульптура :  [укр.]. — Киев, 1997.
- Новаторство Архипенка :  [укр.]. — Киев, 2001.
- Обличчя України. Портретний живопис Бориса Плаксія :  [укр.]. — Киев, 2001.
- Український біографічний кінодовідник :  [укр.]. — Киев, 2001.
- Друге життя митця: десятиріччя Музею-майстерні І. П. Кавалерідзе в Києві :  [укр.]. — Киев, 2003.
- Осяяні веселкою :  [укр.]. — Киев, 2005.
- Іван Кавалерідзе: життя і творчість :  [укр.]. — Киев, 2007.

## Семья
- Нонна Михайловна Капельгородская — мать
- Ростислав Александрович Синько — отец